# Pfarrfriedhof Leonding

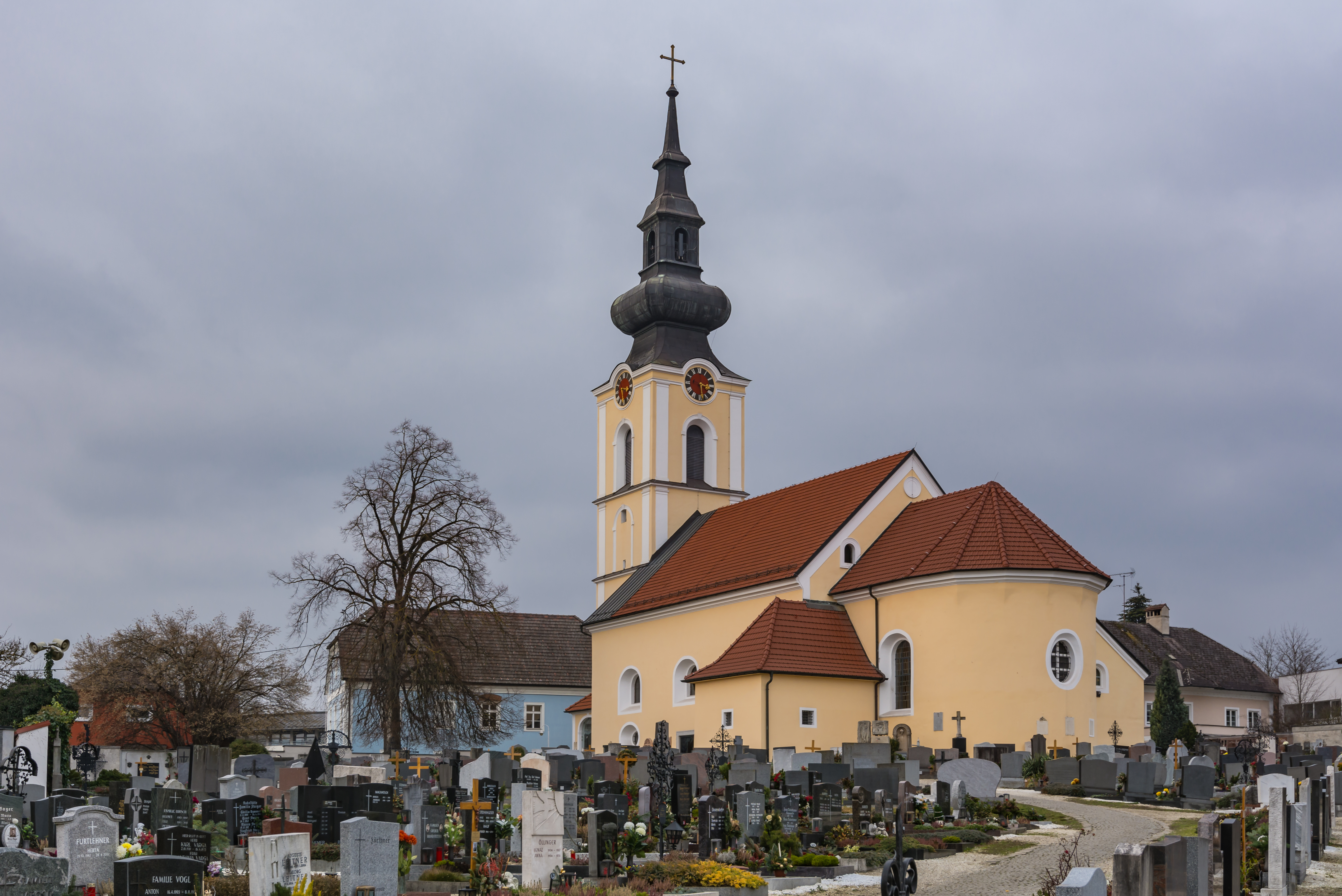
Pfarrfriedhof Leonding

Der Pfarrfriedhof Leonding ist der alte, erweiterte Friedhof der Stadtpfarrkirche St.Michael in Leonding. Er wird von der Pfarre Leonding betrieben und steht mit der Kirche unter Denkmalschutz (Listeneintrag).

## Geschichte
Der Friedhof war lange Zeit der einzige auf Leondinger Gemeindegebiet. Er besteht seit Gründung der Pfarre, die bereits im 13. Jahrhundert erwähnt ist. Teile der Friedhofsmauer aus dem 17. Jahrhundert sind noch erhalten. An der Kirchenmauer sind Gräber aus dem 18. Jahrhundert zu finden. 1874 wurde der Friedhof erstmals erweitert, 1968 wiederum. 1969 wurde die heutige Aufbahrungshalle erbaut. Sie ist mit einem Sgraffitofries mit den Symbolen des Kreuzwegs und Plastiken von Alois Dorn ausgestaltet. Die Urnenskulpturen stammen von Gabriele Berger.
Da aufgrund reger Bautätigkeit und des damit verbundenen starken Bevölkerungszuzugs der Pfarrfriedhof an seine Kapazitätsgrenzen gestoßen ist und kein Platz für Erweiterungen vorhanden ist, wurde in den 1980er-Jahren in Alharting zusätzlich der Stadtfriedhof Leonding als Kommunalfriedhof angelegt.

## Gräber
- Alois Dorn (1908–1985), Bildhauer
- Ernst Fehrer (1919–2000), Erfinder und Industrieller
- Gertrud Fussenegger (1912–2009), Schriftstellerin